# Lögdö kyrka
Lögdö kyrka är en kyrkobyggnad i Lögdö bruk. Den är församlingskyrka i Hässjö församling i Härnösands stift. Kyrkan ligger intill Ljustorpsån, ca 100 meter från brukets herrgård. Kyrkan uppfördes 1717 på initiativ av brukspatron Mathias Krapp. Eftersom det fram till 1809 rådde kyrkogångsplikt i Sverige var kyrkan en god investering i och med att brukets arbetare slapp ägna halva vilodagen åt att ta sig till och från Ljustorps kyrka. År 1834 fick Lögdö bruk en egen kyrkogård. Fram till dess fick begravningar äga rum i Ljustorp eller Timrå.

## Kyrkobyggnaden
Kyrkan är en salkyrka i holländsk-reformert stil, byggd av liggtimmer med en åttakantig grundplan. Kyrkan vilar på en grundsockel av kallmurad natursten. Sakristia och vapenhus byggdes till år 1778. Från början var kyrkan rödmålad, men år 1863 kläddes ytterväggarna med bräder och målades vita. Kyrkans valmade tak är belagt med tjärad kyrkspån. I takets centrum finns ett vitt torn med svart plåthuv. Ovanpå huven står en spira med järnkors, flöjel och tupp. På flöjeln står "MK 1717" efter grundaren Mathias Krapp. Kyrkorummets målningar tillkom på 1800-talet.

## Inventarier
Ovanför kyrkans altare finns en predikstol från 1700-talet. Den är prydd med reliefer som skildrar händelser ur Bibeln, från skapelsen till Kristi himmelsfärd. I kyrkan förvaras en S:t Göransbild som är tillverkad 1521 av Haaken Gulleson. Skulpturen fanns tidigare i Stöde kyrka.